# Хрисо
Хрисо (бел. Хрыса) — деревня в Берёзовском районе Брестской области Беларуси. Входит в состав Песковского сельсовета.

## География
Деревня находится в центральной части Брестской области, на юго-западном берегу озера Чёрного, при автодороге Р-136, на расстоянии приблизительно 17 километров (по прямой) к юго-востоку от города Берёза, административного центра района. Абсолютная высота — 142 метра над уровнем моря. Площадь населённого пункта — 2,9196 км².

## История
По состоянию на 1905 год, в Лисичицах проживало 736 человек. В административном отношении деревня входила в состав Песковской волости Слонимского уезда Гродненской губернии.
Согласно Рижскому мирному договору (1921), деревня вошла в состав межвоенной Польши. Входила в состав гмины Пески Косовского повета Полесского воеводства Польши. В 1921 году числилось 788 жителей, проживавших в 141 доме. В этническом составе населения того периода белорусы составляли 99,6 %. В конфессиональном составе населения преобладали православные христиане (100 %).
С 1939 года в БССР.

## Население
По данным переписи 2019 года, в деревне проживало 354 человека.
| Год  | Население, человек |
| ---- | ------------------ |
| 1905 | 736                |
| 1921 | ↗ 788              |
| 2009 | ↘ 519              |
| 2019 | ↘ 354              |